# Остафієвич Марія Федорівна
Марія Федорівна Остафієвич (нар. 31 березня 1949, село Іванківці, тепер Кіцманського району Чернівецької області) — українська радянська діячка, в'язальниця Чернівецького виробничого панчішного об'єднання. Депутат Верховної Ради УРСР 9—11-го скликань.

## Біографія
Освіта середня спеціальна. У 1965—1967 роках — учениця Чернівецької професійно-технічної школи.
З 1967 року — в'язальниця Чернівецького виробничого панчішного об'єднання імені 50-річчя Великої Жовтневої соціалістичної революції.
Потім — на пенсії в місті Чернівцях.

## Нагороди
- ордени
- медалі